# سکوی نفتی نیمه‌شناور امیرکبیر
سکوی حفاری نفتی نیمه‌شناور امیرکبیر بهشهر یک سکوی نیمه شناور نفتی ـ گازی می‌باشد که پروژه ساخت آن به سفارش شرکت ملی نفت ایران در سال ۱۳۸۰ در شرکت صنعتی دریایی ایران آغاز و در سال ۱۳۸۹ به پایان رسیده است. این پروژه که به‌طور کامل در ایران طراحی، ساخته و راه اندازی شده است در سال ۱۳۹۱ به منظور انجام حفاری‌های اکتشافی در میدان گازی سردار جنگل نصب شده و به همراه شناورهای ۱۶ هزار اسب بخار و شناورهای کاسپین‌های ۱، ۲ و ۳ فعالیت خود را آغاز نموده است.
سکوی حفاری نیمه‌شناور امیرکبیر بهشهر به منظور انجام عملیات حفاری اکتشافی نفت و گاز جهت برداشت اولین سهم نفتی ایران در دریای مازندران طراحی شده است. فعالیت‌های مهندسی تفصیلی، مهندسی کارگاهی، خرید، تأمین تجهیزات و ماشین‌آلات پیشرفته حفاری و ساخت سکو با تکنولوژی خاص توسط شرکت صدرا بر اساس طرح پایه GVA-4000 در کارخانه مجتمع دریای خزر انجام شده است. تجهیزات و ماشین آلات سکوی حفاری نیمه شناور امیرکبیر از نوع پیشرفته‌ترین در صنعت حفاری فراساحلی است که در ساخت سکو استفاده شده است. اجزاء سکو شامل عرشه، روپانتون و چهار ستون می‌باشد.
این سکوی نیمه‌شناور که با وزن ۱۴٫۷۰۰ تن سنگین‌ترین سازه دریایی ایران محسوب می‌شود، قادر به تولید بیش از ۱۱ مگاوات برق بوده ظرفیت اقامت ۱۲۰ نفر در آن فراهم شده است. همچنین این سکو قادر به گونه‌ای ساخته شده که در آب‌های تا عمق ۱۰۰۰ متر و از کف دریا تا عمق ۶۶۰۰ متر را حفاری کند.
سکوی حفاری نفتی امیرکبیر بهشهر که ۱۳۷ مایل هوایی (معادل ۲۵۰ کیلومتر) از ساحل دریای خزر فاصله دارد در محل حفاری خود، توسط زنجیر و ۸ لنگر ۲۰ تنی تثبیت موقعیت شده است.